# Чемпионат мира по шорт-треку 1995
Чемпионат мира по шорт-треку 1995 года проходил 17-19 марта в Йёвике (Норвегия).

## Общий медальный зачёт
| Место | Страна           | Золото | Серебро | Бронза | Всего |
| ----- | ---------------- | ------ | ------- | ------ | ----- |
| 1     | Республика Корея | 7      | 4       | 5      | 16    |
| 2     | Китай            | 3      | 1       | 1      | 5     |
| 3     | Канада           | 2      | 2       | 2      | 6     |
| 4     | Италия           | 0      | 3       | 2      | 5     |
| 5     | США              | 0      | 1       | 0      | 1     |
| 6     | Болгария         | 0      | 0       | 2      | 2     |
| 6     | Япония           | 0      | 0       | 2      | 2     |

## Медалисты

### Мужчины
| Дисциплина | Золото                                                                   | Серебро                                                                    | Бронза                                                         |
| ---------- | ------------------------------------------------------------------------ | -------------------------------------------------------------------------- | -------------------------------------------------------------- |
| Многоборье | Чхэ Джи Хун Республика Корея                                             | Марк Ганьон США                                                            | Фредерик Блэкберн Канада Сон Джэ Кун Республика Корея          |
| 500 м      | Чхэ Джи Хун Республика Корея                                             | Мирко Вюйермен Италия                                                      | Маурицио Карнино Италия                                        |
| 1000 м     | Марк Ганьон США                                                          | Фредерик Блэкберн Канада                                                   | Маурицио Карнино Италия                                        |
| 1500 м     | Чхэ Джи Хун Республика Корея                                             | Эрик Флейм США                                                             | Ли Джун Хо Республика Корея                                    |
| 3000 м     | Чхэ Джи Хун Республика Корея                                             | Сон Джэ Кун Республика Корея                                               | Фредерик Блэкберн Канада                                       |
| Эстафета   | Канада · Марк Ганьон · Фредерик Блэкберн · Сильвен Ганьон · Брайс Холбех | Италия · Орацио Фагоне · Мирко Вюйермен · Маурицио Карнино · Диего Каттани | Япония · Сатору Тэрао · Юсукэ Имаи · Хидэто Имаи · Дзюн Уэмацу |

### Женщины
| Дисциплина | Золото                                                     | Серебро                                                            | Бронза                                                             |
| ---------- | ---------------------------------------------------------- | ------------------------------------------------------------------ | ------------------------------------------------------------------ |
| Многоборье | Чон Ли Гён Республика Корея                                | Ван Чуньлу Китай                                                   | Ким Юн Ми Республика Корея                                         |
| 500 м      | Ван Чуньлу Китай                                           | Изабель Шаре Канада                                                | Ким Юн Ми Республика Корея                                         |
| 1000 м     | Ван Чуньлу Китай                                           | Чон Ли Гён Республика Корея                                        | Ким Со Хи Республика Корея                                         |
| 1500 м     | Чон Ли Гён Республика Корея                                | Ким Со Хи Республика Корея                                         | Ван Чуньлу Китай                                                   |
| 3000 м     | Чон Ли Гён Республика Корея                                | Ким Юн Ми Республика Корея                                         | Евгения Раданова Болгария                                          |
| Эстафета   | Китай · Ван Чуньлу · Ян Ян (S) · Чжан Яньмэй · Чжан Дунсян | Республика Корея · Чон Ли Ген · Ким Со Хи · Ким Юн Ми · Вон Хе Гён | Канада · Энни Перро · Таня Висент · Изабель Шаре · Кристин Будриас |